# Temporada 1987-88 de los Chicago Bulls
La temporada 1987-88 fue la vigesimosegunda de los Chicago Bulls en la NBA. La temporada regular acabaron con 50 victorias y 32 derrotas, ocupando la tercera posición de la Conferencia Este, clasificándose para los playoffs, en los que cayeron en semifinales de conferencia ante Detroit Pistons.

## Elecciones en elDraft
| Ronda | Puesto | Jugador        | Posición  | Nacionalidad   | Universidad |
| ----- | ------ | -------------- | --------- | -------------- | ----------- |
| 1     | 8      | Olden Polynice | Pívot     | Haití          | Virginia    |
| 1     | 10     | Horace Grant   | Ala-Pívot | Estados Unidos | Clemson     |
| 2     | 28     | Rickie Winslow | Alero     | Estados Unidos | Houston     |
| 4     | 79     | Jack Haley     | Pívot     | Estados Unidos | UCLA        |

## Temporada regular
| División Central      | División Central | División Central | División Central | División Central | División Central | División Central | División Central | División Central |
| Equipo                | G                | P                | %                | PD               | Casa             | Fuera            | Div              |                  |
| --------------------- | ---------------- | ---------------- | ---------------- | ---------------- | ---------------- | ---------------- | ---------------- | ---------------- |
| y-Detroit Pistons     | 54               | 28               | .659             | –                | 34–7             | 20–21            | 20–10            |                  |
| x-Chicago Bulls       | 50               | 32               | .610             | 4                | 30–11            | 20–21            | 16–13            |                  |
| x-Atlanta Hawks       | 50               | 32               | .610             | 4                | 30-11            | 20-21            | 16–13            |                  |
| x-Milwaukee Bucks     | 42               | 40               | .512             | 12               | 30–11            | 12–29            | 13–17            |                  |
| x-Cleveland Cavaliers | 42               | 40               | .512             | 12               | 31–10            | 11–30            | 11–19            |                  |
| Indiana Pacers        | 38               | 44               | .463             | 16               | 25–16            | 13–28            | 13–17            |                  |

## Playoffs

### Primera ronda
Chicago Bulls  vs. Cleveland Cavaliers
| Fecha       | Partido                                    | Ciudad    |
| ----------- | ------------------------------------------ | --------- |
| 28 de abril | Chicago Bulls 104, Cleveland Cavaliers 93  | Chicago   |
| 1 de mayo   | Chicago Bulls 106, Cleveland Cavaliers 101 | Chicago   |
| 3 de mayo   | Cleveland Cavaliers 110, Chicago Bulls 102 | Cleveland |
| 5 de mayo   | Cleveland Cavaliers 97, Chicago Bulls 91   | Cleveland |
| 8 de mayo   | Chicago Bulls 107, Cleveland Cavaliers 101 | Chicago   |
|             | Chicago Bulls gana las series 3-2          |           |

### Semifinales de conferencia
Detroit Pistons  vs. Chicago Bulls
| Fecha       | Partido                               | Ciudad  |
| ----------- | ------------------------------------- | ------- |
| 10 de mayo  | Detroit Pistons 93, Chicago Bulls 82  | Detroit |
| 12 de mayo  | Detroit Pistons 95, Chicago Bulls 105 | Detroit |
| 14 de abril | Chicago Bulls 79, Detroit Pistons 101 | Chicago |
| 15 de abril | Chicago Bulls 77, Detroit Pistons 96  | Chicago |
| 18 de mayo  | Detroit Pistons 102, Chicago Bulls 95 | Detroit |
|             | Detroit Pistons gana las series 4-1   |         |

## Estadísticas
| Rk | Jugador           | Edad | P  | PT | MP   | TC   | TCI  | %TC  | T3  | T3I | %T3  | TL  | TLI  | %TL  | RO  | RD  | RT   | AS  | RB  | TAP | BP  | FP  | PTS  |
| -- | ----------------- | ---- | -- | -- | ---- | ---- | ---- | ---- | --- | --- | ---- | --- | ---- | ---- | --- | --- | ---- | --- | --- | --- | --- | --- | ---- |
| 1  | Michael Jordan    | 24   | 82 | 82 | 40.4 | 13.0 | 24.4 | .535 | 0.1 | 0.6 | .132 | 8.8 | 10.5 | .841 | 1.7 | 3.8 | 5.5  | 5.9 | 3.2 | 1.6 | 3.1 | 3.3 | 35.0 |
| 2  | Charles Oakley    | 24   | 82 | 82 | 34.3 | 4.6  | 9.5  | .483 | 0.0 | 0.1 | .250 | 3.2 | 4.4  | .727 | 4.0 | 9.0 | 13.0 | 3.0 | 0.8 | 0.3 | 2.9 | 3.3 | 12.4 |
| 3  | Sam Vincent       | 24   | 29 | 27 | 32.9 | 4.8  | 10.7 | .447 | 0.1 | 0.3 | .375 | 3.4 | 3.7  | .925 | 0.6 | 2.9 | 3.6  | 8.4 | 1.2 | 0.4 | 2.9 | 2.8 | 13.0 |
| 4  | Dave Corzine      | 31   | 80 | 32 | 29.1 | 4.3  | 8.9  | .481 | 0.0 | 0.1 | .111 | 1.4 | 1.9  | .752 | 2.1 | 4.5 | 6.6  | 1.9 | 0.5 | 1.2 | 1.4 | 1.9 | 10.1 |
| 5  | Brad Sellers      | 25   | 82 | 76 | 27.0 | 4.0  | 8.7  | .457 | 0.0 | 0.1 | .143 | 1.5 | 1.9  | .790 | 1.3 | 1.7 | 3.0  | 1.7 | 0.4 | 0.8 | 1.1 | 2.1 | 9.5  |
| 6  | John Paxson       | 27   | 81 | 30 | 23.3 | 3.5  | 7.2  | .493 | 0.4 | 1.2 | .347 | 0.4 | 0.6  | .733 | 0.2 | 1.1 | 1.3  | 3.7 | 0.6 | 0.0 | 0.8 | 1.9 | 7.9  |
| 7  | Horace Grant      | 22   | 81 | 6  | 22.6 | 3.1  | 6.3  | .501 | 0.0 | 0.0 | .000 | 1.4 | 2.2  | .626 | 1.9 | 3.6 | 5.5  | 1.1 | 0.6 | 0.7 | 1.1 | 2.7 | 7.7  |
| 8  | Scottie Pippen    | 22   | 79 | 0  | 20.9 | 3.3  | 7.1  | .463 | 0.1 | 0.3 | .174 | 1.3 | 2.2  | .576 | 1.5 | 2.3 | 3.8  | 2.1 | 1.2 | 0.7 | 1.7 | 2.7 | 7.9  |
| 9  | Rory Sparrow      | 29   | 55 | 25 | 18.0 | 2.0  | 5.0  | .409 | 0.0 | 0.2 | .167 | 0.4 | 0.6  | .727 | 0.3 | 1.0 | 1.3  | 2.9 | 0.7 | 0.1 | 0.9 | 1.3 | 4.5  |
| 10 | Sedale Threatt    | 26   | 45 | 0  | 15.6 | 2.9  | 5.8  | .502 | 0.0 | 0.4 | .100 | 0.7 | 0.9  | .780 | 0.3 | 1.0 | 1.2  | 2.4 | 0.6 | 0.1 | 1.0 | 1.6 | 6.6  |
| 11 | Artis Gilmore     | 38   | 24 | 23 | 15.5 | 1.7  | 3.3  | .513 | 0.0 | 0.0 |      | 0.8 | 1.5  | .514 | 0.6 | 2.0 | 2.6  | 0.4 | 0.2 | 0.5 | 1.2 | 2.3 | 4.2  |
| 12 | Mike Brown        | 24   | 46 | 27 | 12.8 | 1.7  | 3.8  | .448 | 0.0 | 0.0 | .000 | 0.9 | 1.5  | .577 | 1.4 | 2.0 | 3.5  | 0.6 | 0.2 | 0.1 | 0.8 | 1.8 | 4.3  |
| 13 | Elston Turner     | 28   | 17 | 0  | 5.8  | 0.5  | 1.8  | .267 | 0.0 | 0.0 |      | 0.1 | 0.1  | .500 | 0.5 | 0.1 | 0.6  | 0.5 | 0.5 | 0.0 | 0.6 | 0.3 | 1.0  |
| 14 | Granville Waiters | 27   | 22 | 0  | 5.2  | 0.4  | 1.3  | .310 | 0.0 | 0.0 | .000 | 0.0 | 0.1  | .000 | 0.4 | 0.9 | 1.3  | 0.0 | 0.1 | 0.7 | 0.3 | 1.2 | 0.8  |
| 15 | Tony White        | 22   | 2  | 0  | 1.0  | 0.0  | 0.0  |      | 0.0 | 0.0 |      | 0.0 | 0.0  |      | 0.0 | 0.0 | 0.0  | 0.0 | 0.0 | 0.0 | 0.0 | 0.0 | 0.0  |

## Galardones y récords
| Jugador-Ejecutivo | Galardón |
| Michael Jordan    | MVP de la NBA Mejor quinteto de la NBA Mejor quinteto defensivo de la NBA All-Star MVP del All-Star Game de la NBA Campeón del Concurso de Mates de la NBA |
| Jerry Krause      | Ejecutivo del Año de la NBA |